# Nikolaus Kropstein
Nikolaus Kropstein (Zwickau, circa 1492 - Schneeberg, 1562) was een Duitse componist en priester.
Kropstein kreeg als jongeling een opleiding aan de Latijnse school van Zwickau. Vanaf de zomer van 1512 studeerde hij in Leipzig maar werd daar weggestuurd. Op 6 mei 1513 startte hij een studie theologie aan de universiteit van Wittenberg, waar kerkhervormer Maarten Luther op dat moment theologie doceerde. 
Kropstein werkte vanaf 1527 als lutheraans priester in Burgstein. Zeven jaar later was hij in Zwickau werkzaam als diaken van de St. Katharinenkirche. In 1539 werd hij pastor in Geyer en in 1655 aartsdiaken van de St. Wolfgangskirche in Schneeberg.
Ondanks dat Kropstein na zijn studietijd voornamelijk werkte in plaatsen in het Ertsgebergte, onderhield hij kennelijk nog steeds contacten met het Lutherse bolwerk Wittenberg. Zo verscheen in 1542 bij de Wittenbergse drukker Georg Rhau Kropsteins hymne Beatus auctor saeculi.
Kropstein behoorde tot de groep van vroege protestantse componisten in het Ertsgebergte. Zijn stijl is beïnvloed door componist Thomas Stoltzer. In sommige van zijn werken lijkt Kropstein de politieke en religieuze ontwikkelingen in de periode 1547-1550 te becommentariëren. Het gaat dan om de Schmalkaldische Oorlog, het Interim van Augsburg en het Interim van Leipzig, en de reactie van keizer Karel V op het protestantisme.
Er is overigens weinig van Kropsteins werk bewaard gebleven en het betreft dan ook nog vaak slechts fragmenten.